# Левшин, Михаил Александрович
Михаил Александрович Левшин (род. 31 декабря 1940, Омск) — советский и российский актёр и режиссёр, основатель и художественный руководитель петербургского театра «Комедианты» (с 1989). Заслуженный деятель искусств Российской Федерации (2001).

## Биография
Родился 31 декабря 1940 года в Омске, РСФСР, СССР. С детства будущий режиссёр увлекался театральным искусством, но не был принят в училище. В дальнейшем Михаил Александрович поступил на химика-технолога в лесотехническую академию. В 1970 году окончил Ленинградский государственный институт театра, музыки и кинематографии, где учился у Александра Александровича Музиля.
После окончания учёбы, Михаил Александрович сотрудничал со многими театрами Санкт-Петербурга, выступая в роли режиссёра спектаклей. В середине 1970-х годов ему удалось исполнить роль Павла Васильевича Голенищева-Кутузова в фильме «Звезда пленительного счастья». 
В 1989 году выступил в роли основателя театра «Комедианты». С этого времени Михаил Александрович непрерывно является его директором и художественным руководителем. За это время под его руководством были поставлены спектакли «Женитьба», «Страсти по-итальянски», «Земляки» и многие другие.
В 2001 году ему было присвоено почётное звание «Заслуженный деятель искусств Российской Федерации».

## Награды
- Заслуженный деятель искусств Российской Федерации (15 мая 2001) — за заслуги в области искусства[1]